# Mitko Pawłow
Mitko Pawłow, bułg. Митко Павлов (ur. 27 lipca 1962) – bułgarski lekkoatleta specjalizujący się w rzucie oszczepem.
Największy sukces na arenie międzynarodowej odniósł w 1979 r. w Bydgoszczy, zdobywając brązowy medal mistrzostw Europy juniorów, z wynikiem 72,66 m (za Joachimem Lange i Jurijem Żyrowem).